# Ronald Kampamba
Ronald Kampamba (sinh ngày 26 tháng 5 năm 1994 ở Kitwe, Zambia) hay đơn giản Sate Sate, là một cầu thủ bóng đá người Zambia thi đấu cho Wadi Degla. Anh từng là cầu thủ chủ chốt của đội bóng tại Giải ngoại hạng Zambia Nkana Football Club.

## Sự nghiệp
Anh khởi đầu đầu sự nghiệp cùng với Nkana F.C. ở Zambia, và được ký hợp đồng bởi Wadi Degla vào tháng 1 năm 2015. Anh cũng là thành viên của Đội tuyển bóng đá quốc gia Zambia.

## Danh hiệu
- 2 lần vua phá lưới Giải bóng đá Zambia 2012–2013, 2013–2014
- Cầu thủ xuất sắc nhất năm 2014
- Cầu thủ trẻ xuất sắc nhất năm 2013